# Architektur im Jemen

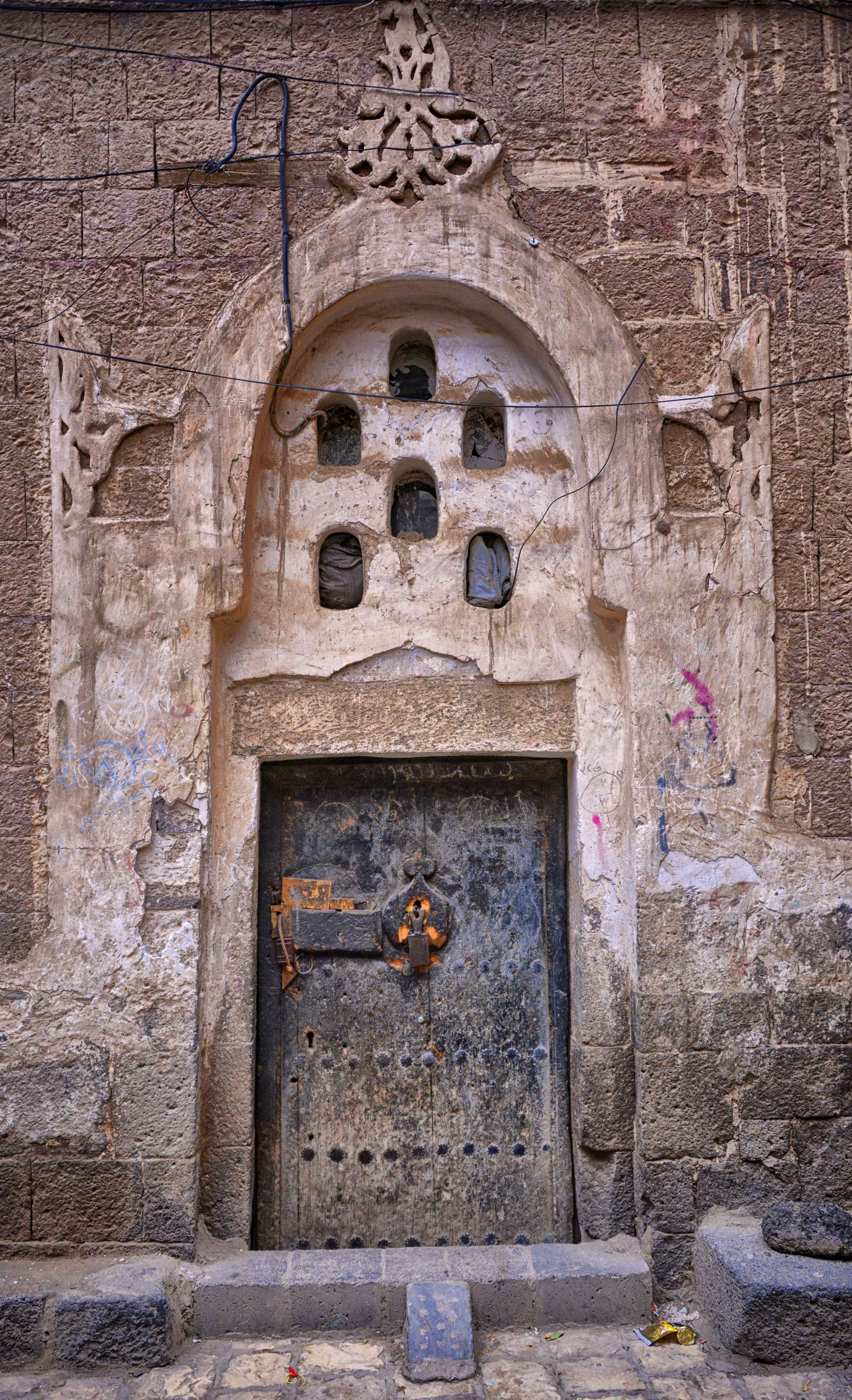
Eingangstür in Sanaa

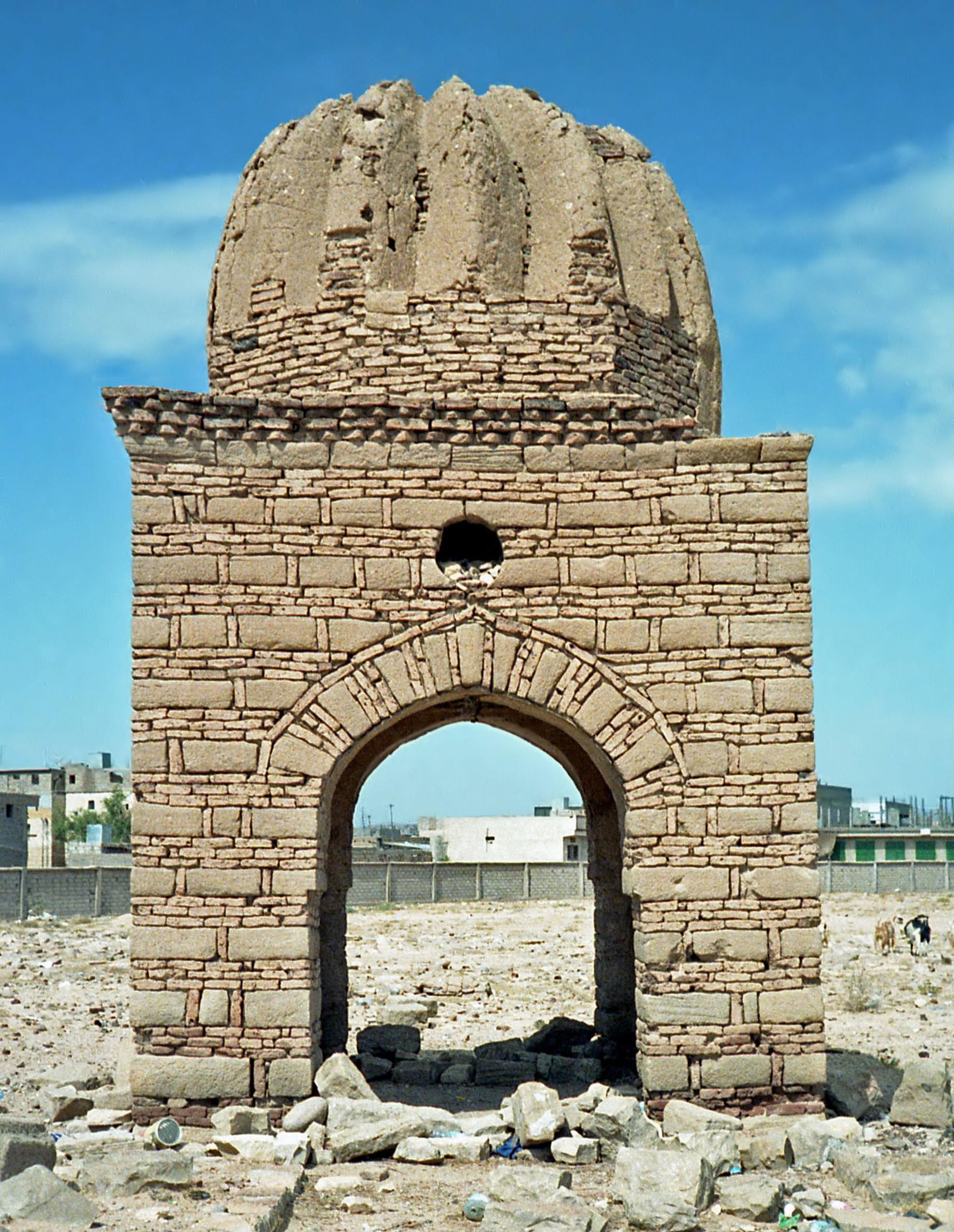
Friedhof in Saʿda

Die Architektur im Jemen und das sie begleitende Kunstschaffen gelten gemeinhin als sehr reichhaltig und eigenständig. Die ab dem 3. /4. Jahrhundert einsetzende arabisch-islamische Baukultur im Jemen steht in einem engen Kontext zur traditionellen altorientalischen Architektur und leitet sich aus dieser bemerkenswert bewahrend her, sodass kulturgeschichtlich Besonderes entstehen konnte. Generell wird der überlieferten Baukunst im Verlauf der früheren Jahrhunderte ein hohes Niveau bescheinigt. Für diese Erkenntnis spielt eine wesentliche Rolle, dass nahezu durchweg eine große Harmonie zwischen den Siedlungsformen und der diese jeweils umgebenden Landschaft erzeugt werden konnte. Dies gilt ebenso für die überlagernden hellenistischen, byzantinischen und persischen Einflüsse der nachfolgenden Jahrhunderte, die gleichzeitig Grundlage für die islamische Architektur waren.

## Architekturgeschichte

### Bronzezeitliche Funde
Seit der frühen Bronzezeit sind in Ma’layba, im Hinterland von Aden gelegen, ab dem 3. Jahrtausend v. Chr. bis ins 13. Jahrhundert v. Chr. Besiedlungsspuren bekannt. Deutsche und russische Archäologen legten bronzezeitliche Hütten und Bewässerungskanäle frei. Die neapolitanischen, Orientalischen Archäologen, Alessandro de Maigret und Francesco G. Fedele sprechen in diesem Zusammenhang von neolithischen Lebensformen mit Dorfkultur und Töpferei ab 2000 v. Chr. Nachgewiesen sind eiförmige bzw. elliptische „Hütten“ und Einfriedungen in den Wadis al-ʿUsh, Ṭayylah und ʿIshsh sowie auf den Dschebel Quṭrān und Shaʿīr. Weitere nachgewiesene Wohnbauten stammen aus der Sabir-Kultur, die in der Küstenebene in Sabir ausgegraben wurden. Sie waren in Lehmziegelbauweise erstellt und wiesen Innenhöfe auf. Keramikscherben, Fehlbrände und verglaste Tonbatzen lassen auf Quartiere mit Töpfereien schließen. Zudem waren dort Werkstätten zur Metallverarbeitung sowie Perlenherstellung (Kaurischnecken) angesiedelt. An den Besiedlungsrändern wurden Verbauungen mit organischen Materialien (Tierknochen) festgestellt.

### Altsüdarabische Zeugnisse
Die altsüdarabische Hochkultur setzte zu Beginn des ersten Jahrtausends v. Chr. ein. Zwischen 1000 und 700 v. Chr. wird die Gründung der bedeutenden Reiche Saba, Ausan, Qataban und Hadramaut verortet. Trotz der ungebrochen wachsenden Anzahl neu ans Tageslicht gebrachter altsüdarabischer archäologischer Fundplätze und Artefakte kann deren Chronologie bestenfalls in groben Umrissen gezeichnet werden. Kunsthistorische Untersuchungen fokussieren sich zudem auf zahlreiche Statuen und weitere Kunstwerke der alten Königreiche und weniger auf das den altsüdarabischen Kontext abschließende Reich der Himyar, von dem zur Erhellung seiner Geschichte kaum Inschriften existieren. Eindeutige und chronologische Koordinaten lassen sich weder zu Architektur noch sonstigem Kunstschaffen verlässlich setzen, denn es gibt nur dünn gesäte Quellen. Insbesondere mangelt es an systematischen Ausgrabungen, an stratifizierten Fundstücken für die neuzeitliche Analyse (beispielsweise 14C-Datierungen) und insbesondere an hinterlassenen altertumswissenschaftlichen Arbeiten, die für Folgerungen verwertbare Forschungsergebnisse gezeitigt hätten.

#### Sakralarchitektur
„ʿAmmamar, der Sohn des Maʿdīkarib, hat gewidmet dem (Gott) Almaqah den Raʿshumū. Bei den Göttern ʿAṯtar und bei der Ḏāt Ḥamyim und bei der Ḏāt Baʿadan und bei Waddum und bei den Herrschern Karib'il und bei Sumhuʿalīy und bei ʿAmmriyām und bei Yaḏraḥmalik!“

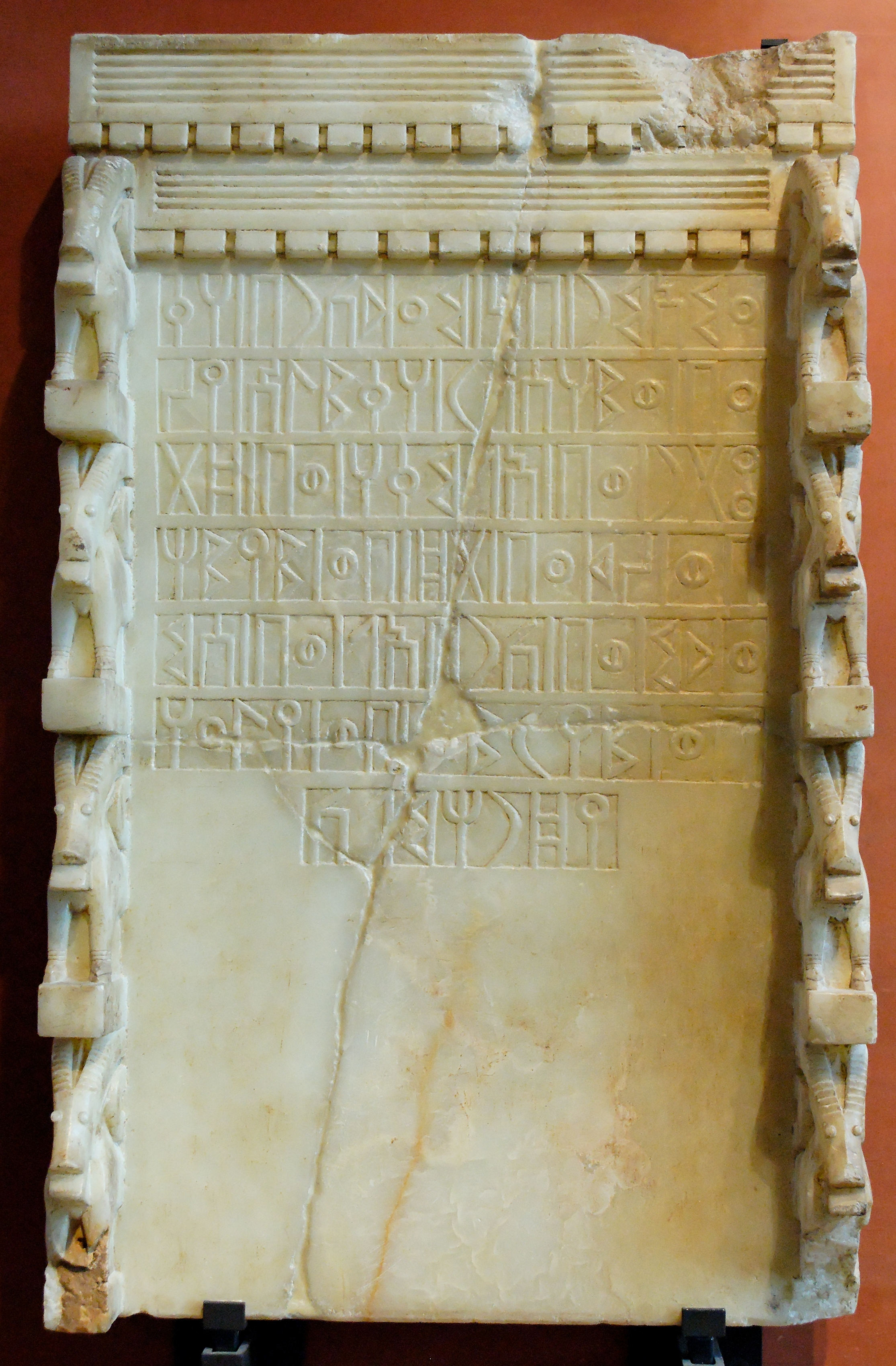
Prachtvolles Exemplar früher sabäischer Kalligraphie, aus dem 5. Jahrhundert v. Chr. (Ma'rib). Sabäische Tempelanlagen lassen sich oft nur anhand von Inschriften mit Hilfe der Götter- und Herrscherhinweise datieren. Die Übersetzung dieser archaischen Bustrophedon-Inschrift nach RES 4226: ʿAmmamar, der Sohn des Maʿdīkarib, hat gewidmet dem (Gott) Almaqah den Raʿshumū. Bei den Göttern ʿAṯtar und bei der Ḏāt Ḥamyim und bei der Ḏāt Baʿadan und bei Waddum und bei den Herrschern Karib'il und bei Sumhuʿalīy und bei ʿAmmriyām und bei Yaḏraḥmalik!

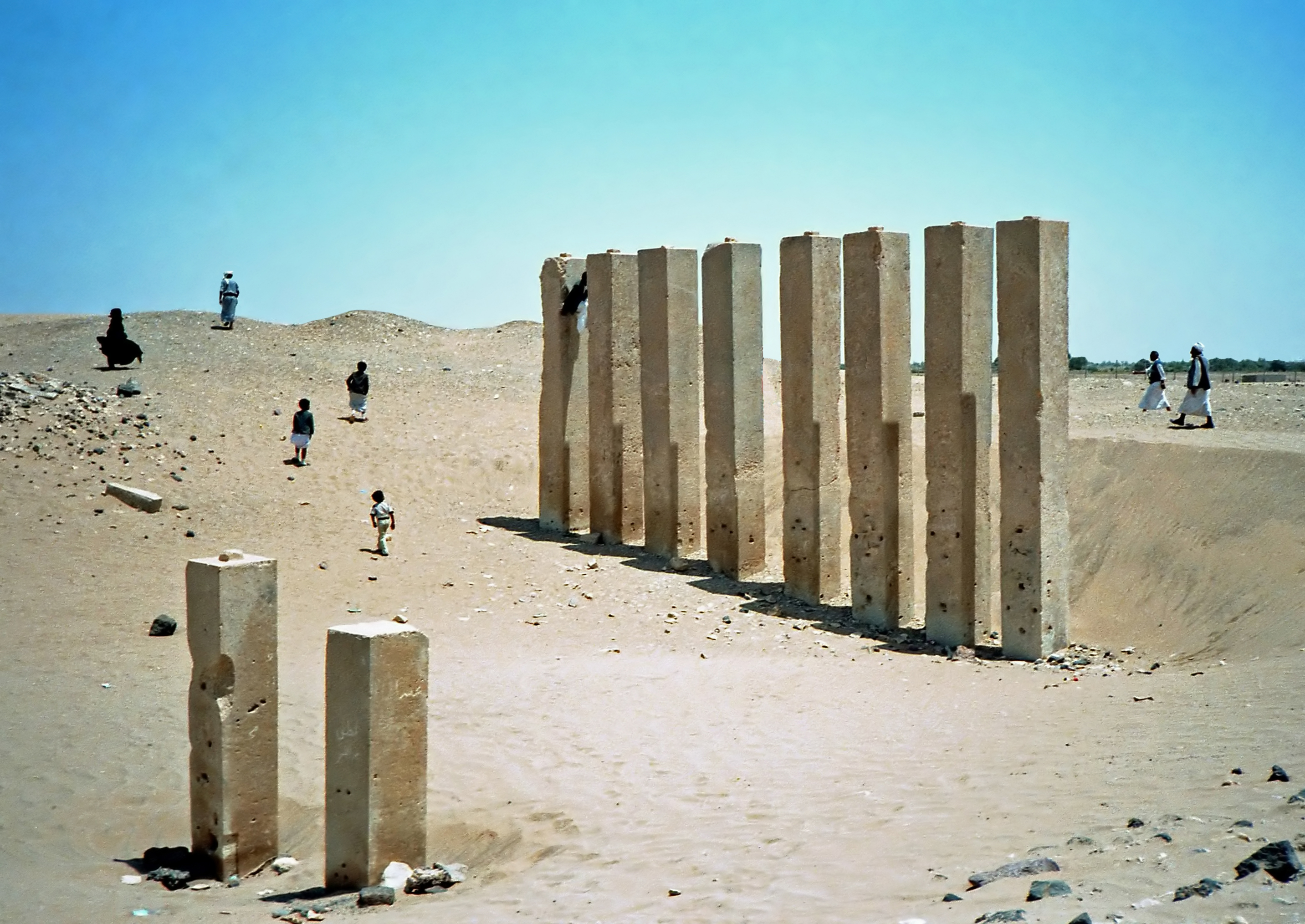
Acht monolithische Pfeiler (Temenos-Mauerreste) von sieben Metern Höhe markieren den umgrenzten Bezirk des Awwam-Tempels (erschaffen zwischen dem 7. und 5. Jahrhundert v. Chr.)

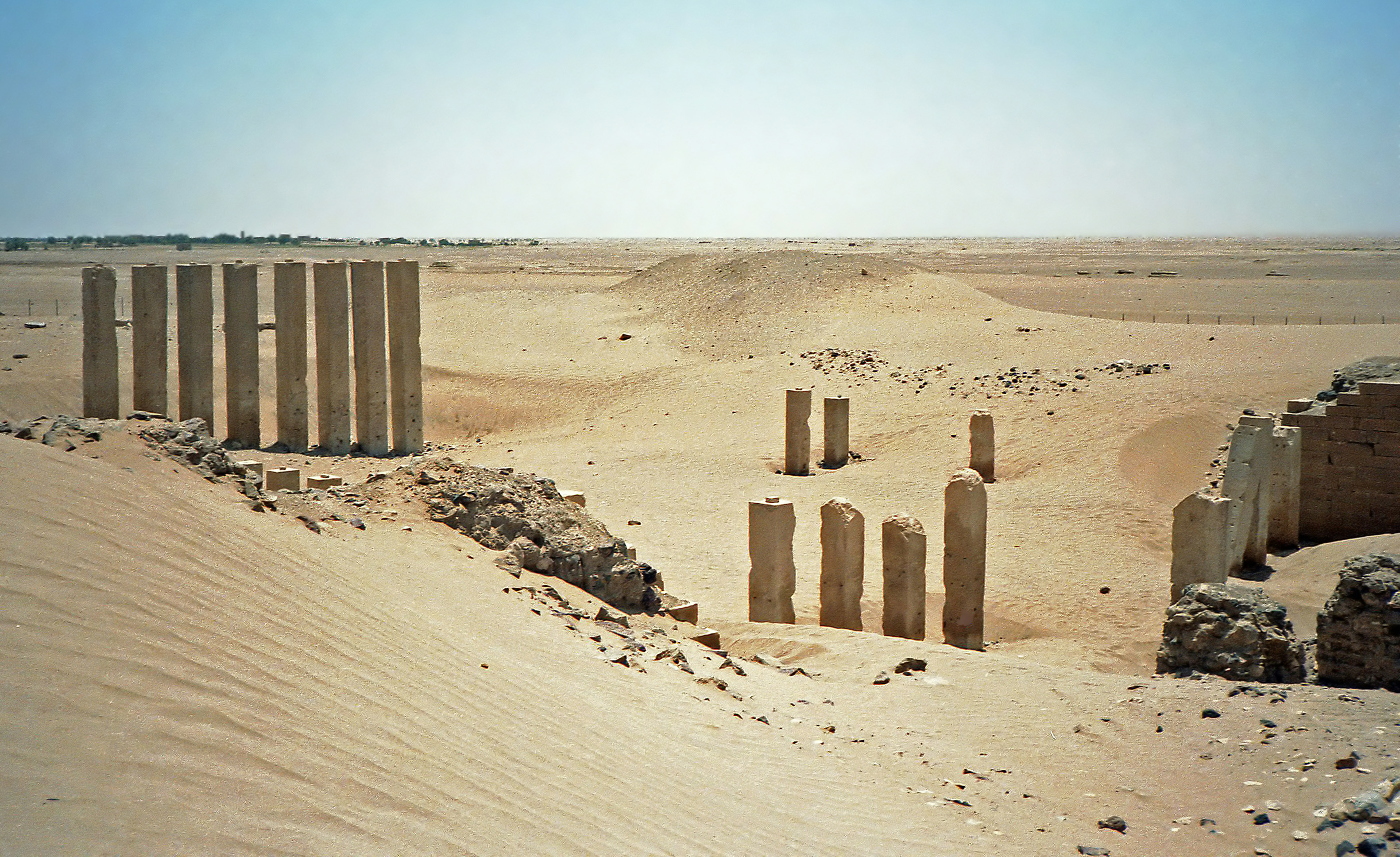
Die Ruinen von Mahram Bilqis (nahe bei Ma'rib)

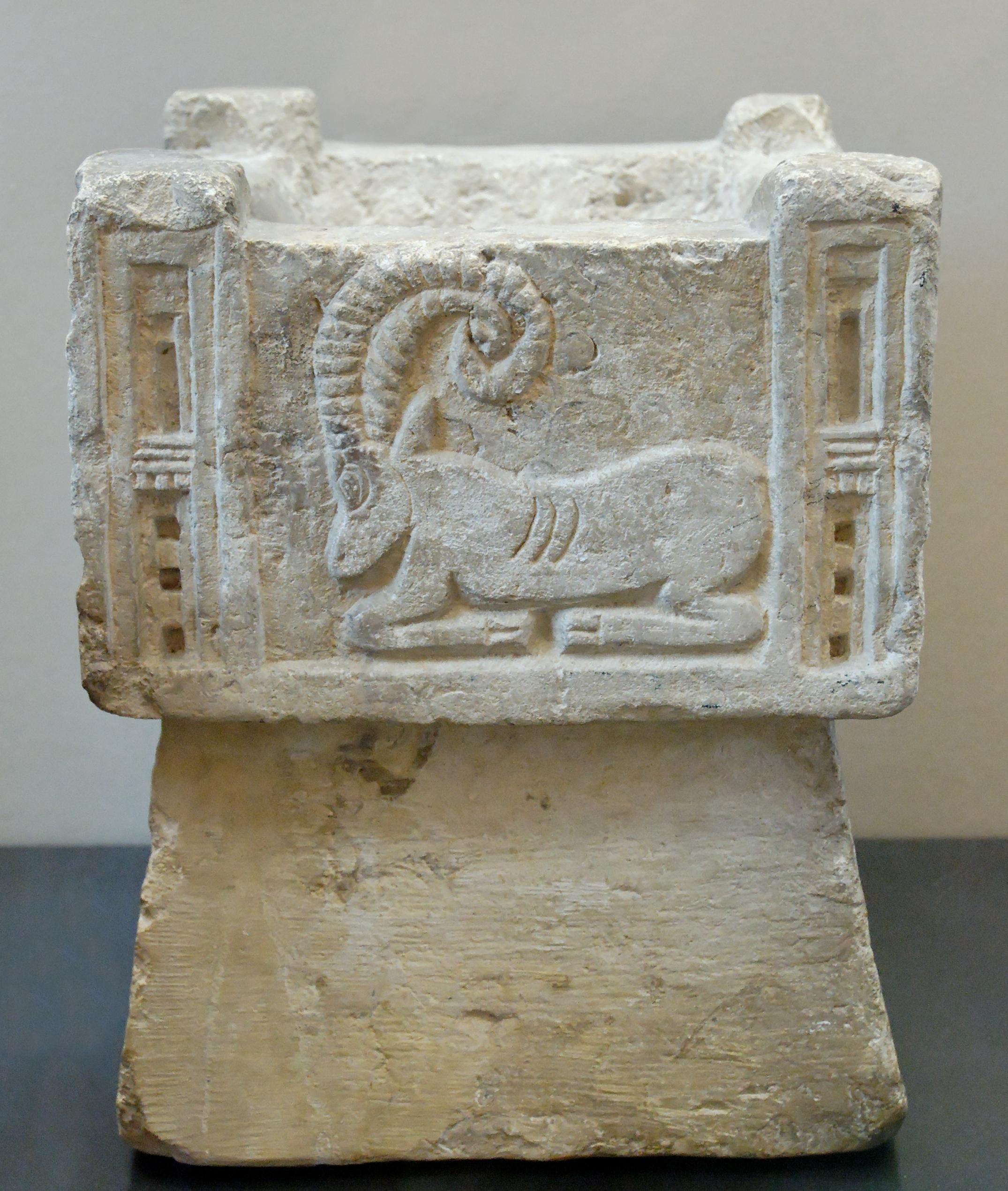
Altsüdarabischer Räucheraltar mit Steinbockrelief; sie waren Bestandteil des Sanktuariums des Tempels (zwischen dem 1. und 3. Jahrhundert)

Die ältesten heiligen Stätten wurden durch einen naturgewachsenen stelenartigen Monolithen repräsentiert, den zusammengefasste Steinsetzungen umgaben. Gelegentlich friedete eine Trockenmauer diesen zentralen Punkt ein. Alle späteren Sakralbauten wurden in Stein ausgeführt, die meist in der für Südarabien charakteristischen Hausteintechnik präpariert wurden. Die dabei entstandenen Tempel dienten als Wallfahrtsorte und Orakelplätze. Zu den Grundzügen der sich zunehmend differenzierenden altsüdarabischen Tempelarchitektur gehört eine asketische, von Kubik und reiner Stereometrie beherrschte Formensprache. Sie drückt sich in vollkommen schmucklosen abstrakt-geometrischen Bauteilen aus. Dabei entstanden in der sabäischen Frühgeschichte unüberdachte Tempelbauten, auf deren Stützenreihen, Horizontalbalken als Bindeglieder ruhten. Konzipiert waren die Tempel als Säulenhallen mit zumeist rechteckigen Hofmaßen. Tieferen Einblick in die Frühphase der Baukunst gewähren lediglich zwei im Wadi Ḏana (oberhalb des Staudamms von Ma'rib) gelegene Anlagen bei Šakab und unweit des Zulaufs des Wadi Qutūta. Nachforschungen dort ergaben, dass die Steinpfeiler im erstgenannten Tempel überaus regelmäßig gesetzt waren, sodass ein quadratischer Grundriss entstand. Der andere Tempel wies die Besonderheit auf, dass eine Pfeilerreihe längshälftig stand, die andere Hälfte jedoch ein leeres Feld abgab. Für diese Grundrissidee sind keinerlei Vorbilder aus der arabischen oder vorderasiatischen Baugeschichte bekannt. Das Innere des Baus war nach Grabungsbefunden zudem absolut fundleer, woraus Jürgen Schmidt schloss, dass es dem Totenkult zuzurechnen ist. Häufig umgab ein aus Steinbrocken errichtetes Mauerwerk das Heiligtum, der Bezirk konnte mittelaxial betreten werden. Das Grundprinzip des Tempelbaus zeichnete sich durch einen nach außen geschlossenen Baukörper aus, der mittelaxial betreten wurde. Dahinter präsentierte sich ein pfeilerumstandener, richtungsweisender Hof, an dessen Rückseite eine gekammerte Cella mit Adyton lag. Dieses Grundprinzip wurde bis in die Spätzeit beibehalten, was der der Sonnengöttin Ḏat Baʿadān (Wintersonne) gewidmete Tempel in al-Ḥuqqa nahelegt. Dessen Errichtungsdatum ist zwar nicht bekannt, wird aber frühestens im 1. vorchristlichen Jahrhundert vermutet. Typologisch wurden die Tempelanlagen in der Folgezeit zunehmend ausgereifter in Hinblick auf Technik und Material. Stützwerke bereicherten fortan die Hofanlagen und Propylone mit sechs bis acht Stützen wurden zu architektonischen Würdezeichen. Einzelne Bauglieder wurden zur Akzentsetzung hervorgehoben und behauene Kalksteinquader fanden Verwendung. Formgeschichtlich handelte es sich bei diesen Gebilden wohl um den kanonisierten Typ des klassischen Tempelbaus der Sabäer.
Diese Bauweise gilt allerdings nicht für alle Reiche. So unterscheiden sich die Bauten bezüglich Grundriss und Raumschema im minäischen Dschauf und in Qataban erheblich von denen der Sabäer. Jede Richtungstendenz wurde hier geradezu vermieden, wie der räumliche Zulauf auf eine Cella oder die Orientierung des Tempels im Peristyl (Athtar-Tempel von Naschān und Naschq). Bedeutende Zeugnisse einer von diesen Grundprinzipien abweichenden Grundrissstruktur, zeigen in ihren ovoid-apsidialen Erscheinungsformen der Awwam-Tempel (nahe Ma'rib) und der Almaqah-Tempel in Sirwah auf. Vom eigentlichen Tempel ist jeweils nichts erhalten, lediglich Temenosmauerreste der beiden vermutlich sehr großen Anlagen sind erhalten geblieben.
Die Bauweisen änderten sich unter den Einflüssen fremder Kulturen. Es fehlt an stilkritischen Klassifizierungen, weshalb nur lose festgestellt werden kann, dass die lichten Säulenabstände der Tempelpfeiler, deren Einwärtsneigung und Schaft-Schwellung insbesondere unter den hellenistischen, aber auch byzantinischen und persischen Einflüssen veränderten. Gut ablesen lässt sich dies an der Tempelanlage von al-Masadschid. Dieser antike Fundort geht auf die Bautätigkeiten des sabäischen Mukarrib Yada'il Dharih I. zurück, dessen Regierungszeit von Hermann von Wissmann um 660 v. Chr., von Kenneth A. Kitchen hingegen um 490-470 v. Chr. angesetzt wird. Epigraphisch informiert er über spätere Zeiten und besitzt mit floralen Kompositionen und fremden Stileinflüssen eine Architekturornamentik, die eindeutig nicht aus der Entstehungszeit des Tempels stammt. Vieles spricht dafür, dass viele Jahrhunderte später eine Neugestaltung der Anlagen erfolgte. Ein anderes Beispiel: Der Athtar-Tempel von Naschān erhielt lange nach seiner Errichtung, Verzierungen, wie Schlangen-, Straußen-, Lanzen, Vasen-, Ziegen- und Granatapfelmotive.
Der Gelehrte Muhammad al-Hasan al-Hamdani überlieferte im 10. Jahrhundert, dass die Zentren der alten jemenitischen Zivilisation in großer Blüte gestanden hätten. Arabia Felix sei von einem Hang zu Eleganz und Luxus ebenso geprägt gewesen, wie zu arabesken Dekorationen, die allgegenwärtig gewesen seien. Eisen, Teakholz, Juniperus, Perlen und Edelsteine verkleideten die Wände der Paläste; Gips, Marmor und Alabaster sollen Na'it geziert haben. Sanaa prunkte mit erhabenen Bauwerken, wie dem berühmten Ghumdan-Palast auf. Begründet wurde der Palast zu sabäischer Zeit durch den vermeintlichen Stadtbegründer Sha'r Awtar; berühmt wurde er als letzter Regierungssitz der Himyaren, dann zerstört durch die Aksumiten, wiederaufgebaut und endgültig zerstört durch das Kalifat ʿUthmān ibn ʿAffān. Auch die Kathedrale al-Qualis setzte Zeichen des Glanzes. Ebenholz, Elfenbein, Gold und Silber sollen die Kanzel der Kathedrale geschmückt haben. Reste sind nicht vorhanden.

#### Profanarchitektur und Verteidigungsanlagen

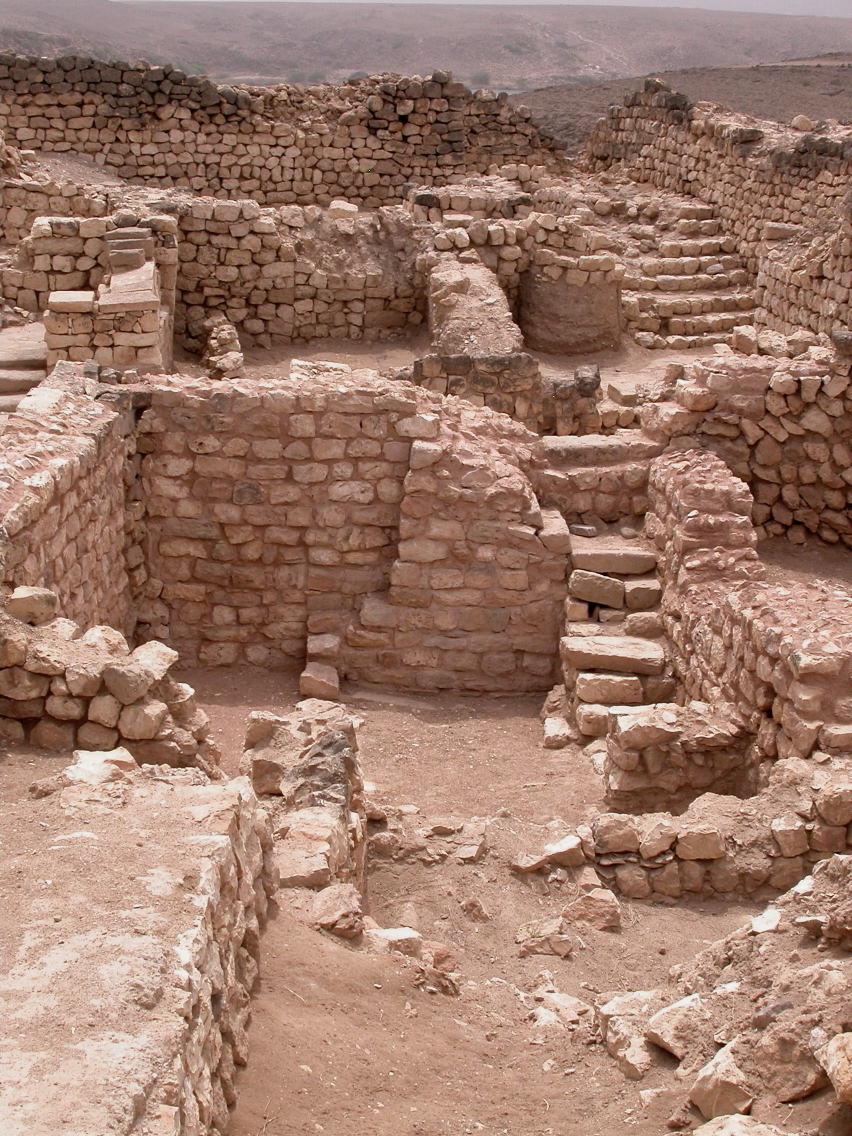
Die Ruinen der antiken Stadt Khor Rori, die zwischen dem 5. oder 4. Jahrhundert v. Chr. im Hadramaut gegründet wurde, liegen auf einer Anhöhe über dem Hafen. Die Stadt war doppelt ummauert. Im Innern befanden sich verschiedene Tempel, Werkstätten, Lagerhäuser und Wohngebäude.

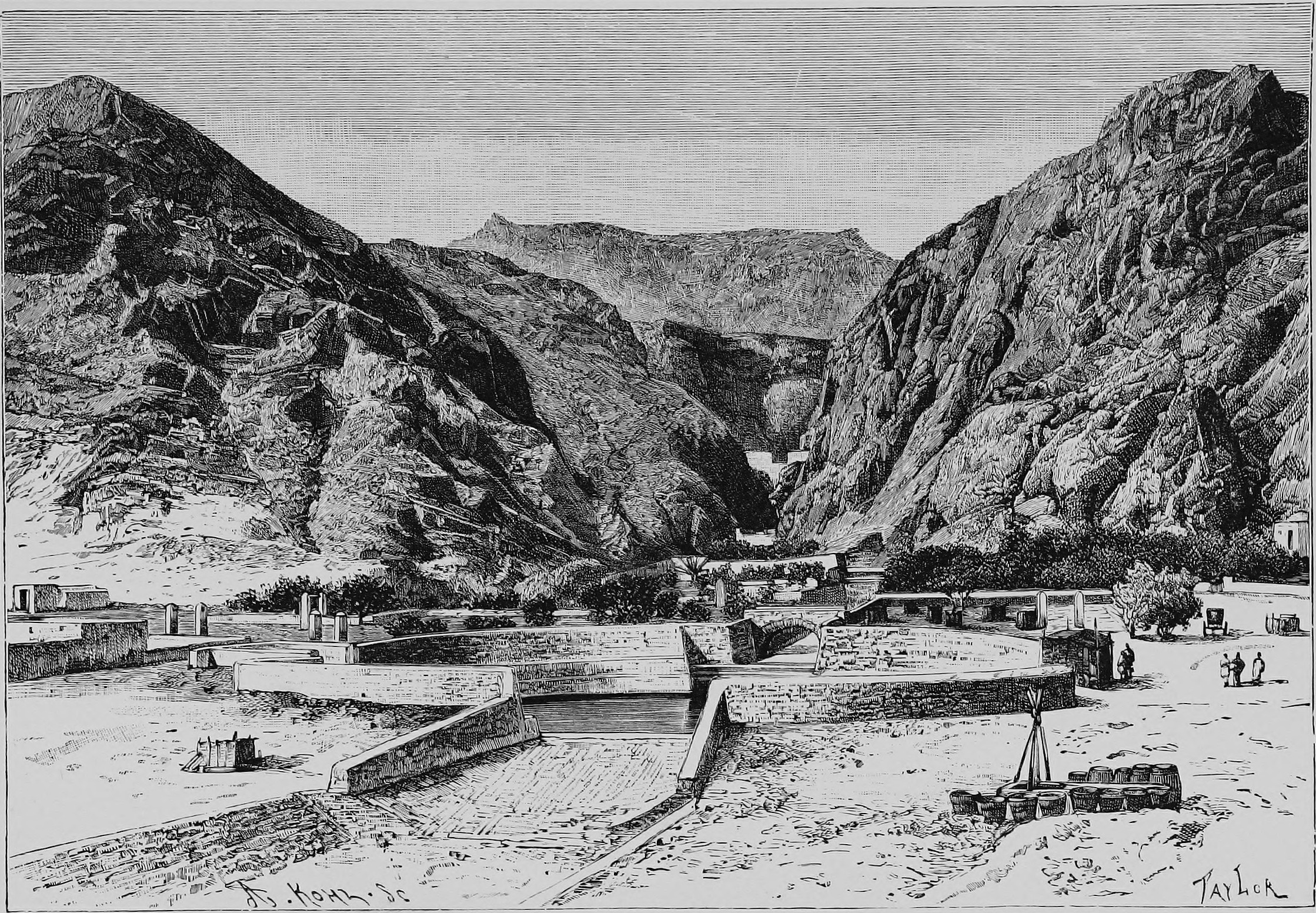
Die Zisternen von Tawila (Zeichnung aus dem 19. Jahrhundert) gelten als herausragende historische Ingenieursleistung der südarabischen (himyarischen) Welt.

Im Wesentlichen sind der Nachwelt Befestigungsanlagen, Türme und Ringwälle, Fundamente dichter Bebauungsstrukturen und städtische Maueranlagen erhalten geblieben, da Altsüdarabien aus konkurrierenden und häufig Krieg führenden Staaten bestand. Über einen Kilometer lang war die trutzige Stadtmauer der minäischen Stadt Naschān. Die Stadtmauer von Baraqisch (Yathill) erreichte die extreme Höhe von 14 Metern. Ma'rib und Nadschran waren verriegelt gebaut, sodass die Siedlungen regelrecht eingeschlossen waren. Gleichwohl es im südlichen Bergland große Holzvorkommen gab, ist keine Befestigungsanlage aus dem Material bekannt.
Die Hauptstadt Himyars, Zafar, spielte eine bedeutende Rolle in der Verteidigungsarchitektur. Die Stadtmauer wies nach den Beschreibungen des Gelehrten al-Hamdānīs, ausweislich seines Hauptwerkes al-Iklīl, neun Stadttore auf, deren Glocken An- und Abreise von Besuchern meldeten. Altsüdarabische Musnad-Inschriften sowie weitere archäologische Quellen gestatten eine Rekonstruktion etlicher Aspekte militärischer Wehrhaftigkeit Himyars. Die Befestigungen sind heute weitgehend „Geistermauern“, die lediglich noch verraten, dass natürliche Steine passend bearbeitet wurden, um eine optimale Basis zur Ergänzung durch Mauersteine herzugeben. Es wird vermutet, dass die Bewässerungskultur Adens mit den Zisternen von Tawila ebenfalls bereits auf die Himyar zurückzuführen ist. In Ar-Raḍrāḍ wurde aus heutiger Sicht der größte, bekannte Silberbergbau der arabischen Halbinsel betrieben (Bergwerk von ar-Radrad).
Besonderes hervorzuheben ist die damalige Sabäer-Hauptstadt Ma'rib mit seinem Staudamm (im Wadi Dhana stehen Ruinenreste), deren Wasserwirtschaft dem Weihrauchhandel zum Aufschwung verhalf. Zu anderen Bewässerungskulturen (Mesopotamien und Ägypten) unterschied sich dieses ausgetüftelte System durch die Möglichkeit, Wasser in Dosen (periodisch) freigeben zu können. Paläste, Burgen und Tempel, wie der Mahram Bilqis oder der Thron der Bilqis (beide dem Gott des Mondes Almaqah geweiht), werden häufig erwähnt. Ebenso wie im minäischen Yathill oder Qarnawu wurden Tempel zu Ehren der verehrten Gottheiten Venus, Sonne und Mond erbaut, deren Reste heute noch sichtbar sind. Zafar im Reich der Himyaren und Hauptstadt des Jemen bis zum sechsten Jahrhundert n. Chr., Na'it, Bainun und Ghaiman standen kaum nach. Ḥāz verfügt noch heute über Fassaden von Palastbauten, in die historische Inschriften- und Motivsteine gesetzt sind. Viele Tempel hatten in ihrer Nähe Zisternen, unterschiedlichster Bauart. Die Neigung zur Abstraktion trat auch in der Architekturplastik zutage, in Form von Steinbock-Friesen in der Gebälkzone von Tempeldächern und Stierkopf-Wasserspeiern an Opferbecken mit entsprechenden Prompten und weiterhin bei Bukranien.
→ Artikelabschnitt: Architektur in Altsüdarabien

### Hellenistische, byzantinische, aksumitische und persische Einflüsse
Altsüdarabien lag kurz nach der Zeitenwende im Windschatten der Pax Romana, wodurch es vor dem Eindringen fremder Völker geschützt war. Damit war der Region kulturelle Isolation beschert. Das letzte antike Reich Altsüdarabiens, Himyar (1. Jahrhundert v. Chr. bis 570 n. Chr.), gleichzeitig das erste, das die verschiedenen Königreiche auf dem Territorium des heutigen Jemen zu vereinen verstanden hatte, war das erste, das sich sowohl militärisch wie auch kulturell zunehmenden Übergriffen aus der „Außenwelt“ ausgesetzt sah, nicht zuletzt weil die abschirmende römische Kaiserzeit zu Ende ging. Seit der augusteischen Zeit war die römische Baukunst mit der griechisch-hellenistischen endgültig verschmolzen. Die in Rom wirksamen Baueinflüsse Griechenlands (siehe ursprünglich: Magna Graecia) vereinigten sich nun mit der Architektur Altsüdarabiens. Die Spätphase des himyarischen Zeitalters spiegelt im eigenen Bauwesen durchaus eklektizistische Züge.
Von den drei griechischen Säulenordnungen drang das flach kannelierte und Kapitelle tragende, dorische Element ins Repertoire. Hellenistische Elemente fanden sich zudem in Details von Vollplastiken und Reliefs, welche ebenfalls auf mediterran-antiken Vorbildern fußten. Vermutlich hat sich die „Nachahmung der griechischen Lebensweise“ speziell in der Architektur des Jemen erst während der Ausbreitung des Christentums unter den Aksumiten im 3. und 4. Jahrhundert durchgesetzt. Zu Beginn des 3. Jahrhunderts agierte Aksum nachweislich auf südarabischem Boden und schloss ein Bündnis mit dem sabäischen König ’Alhan Nahfan. Dessen Sohn Scha'ir Autar brach dieses Bündnis und unterstützte den himyarischen König bei der Vertreibung aksumitischer Truppen aus seiner Hauptstadt Zafar. Auch in den folgenden Jahrzehnten agierten aksumitische Truppen in Südarabien. Christliche Kirchen entstanden in Nadschran sowie in Zafar. Nachweislich ist davon nichts erhalten, sodass dahinstehen muss, ob diverse archivierte Fragmente von Säulen oder Kapitellen in  Haddah Ghulays, sakrale oder lediglich profane Zuordnung verdienen. Gesichert ist lediglich, dass die Bauteile hellenistischem Baustil entsprechen.

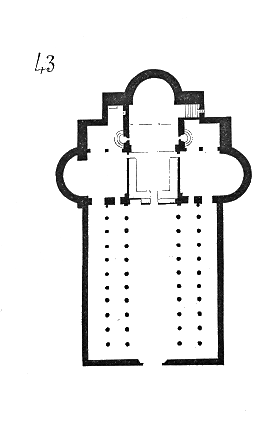
Der Grundriss der Geburtskirche in Bethlehem diente beim Bau von anderen Kirchen als Vorlage. Die Ausführung der Schiffe und des Martyrion der Großen Kathedrale von Sanaa lehnten sich ebenfalls an den Grundriss der Geburtskirche an.

Die Byzantinische Architektur Ostroms war eine Fortsetzung der Römischen Architektur. Das durch die Reichsteilung von 395 in der Spätantike entstandene Byzantinische Reich expandierte im 6. Jahrhundert enorm und erfasste die Arabische Halbinsel. Konstantinopel brachte damit seine architektonischen Einflüsse ins Land, verstärkt durch die kurze, aber archäologisch nachhaltige, aksumitische Besetzung des Landes. Um 525 hatte sich Negus Ella Asbeha (nach vorangegangenem Scheitern im Jahr 518) reorganisiert und den sabäo-himyarischen Machthaber Yusuf Asʾar Yathʾar beseitigt, um ihn durch Sumyafa ʿAshwaʿ, einen eigenen Vasallen, zu ersetzen. Hierzu hatte ihn der oströmische Kaiser Justin I. nachdrücklich aufgefordert, weil er einen Vergeltungsschlag für die stattgehabte Massentötung christlicher Märtyrer in Nadschran verübt wissen wollte. Da im südarabischen Raum wichtige Handelsrouten verliefen, wurde Südarabien zunehmend zum Zankapfel oströmischer, persischer und nunmehr aksumitischer Interessen (siehe später: Römisch-Persische Kriege).
Nach der Unterwerfung der Metropole Sanaa, wohin die Himyaren ihren Regierungssitz von Zafar aus bereits verlegt hatten, wurde die Große Kathedrale von Sanaa gebaut. Bereits die unter Konstantin in Palästina errichteten Kirchen wiesen zwei grundsätzliche Baupläne auf: die Basilika, ein Axialbau, wie er sich bei der Grabeskirche in Jerusalem findet, sowie der Zentralbau, den man bei den oktogonalen Kirchenbauten in Antiochia antrifft. Diese Bautypen flossen in die Kathedrale ein. Ihre Herstellung besorgten griechische Arbeiter (nach heutigem Verständnis: Architekten). Es sollte ein christliches Zentrum in Arabien entstehen, damit die „Anhänger der heidnischen Pilgerriten“ bekehrt würden und dem neuen Glauben huldigen könnten. Die Kathedrale wurde tatsächlich zum berühmten christlichen Pilgerort, ähnlich der Geburtskirche in Betlehem und der Grabeskirche in Jerusalem. Dies sei der Legende nach darauf zurückzuführen, dass Jesus Christus am Entstehungsort der Kathedrale gebetet habe. Sie wurde umfangreich und eindrücklich beschrieben. Diesen Beschreibungen nach, stand die Kathedrale im Altstadtteil von Sanaa. Der Platz um sie herum war frei, was wiederum üblich für die sogenannten „Umkreisungsriten“ der Äthiopier war und nach deren Inspiration der Grundriss der Anlage konzipiert gewesen sei. Die Außenmauern seien zwischen den Steinen balkenverstärkt gewesen, was ebenfalls der äthiopischen Bautechnik entsprach. Zwischen zwei Reihen behauener ashlar-Steine folgte eine Lage farblich unterschiedener dreieckiger Fries-Steine. In den Kontrasten „Weiß-Schwarz“ auf „Gelb-Weiß“ liefen die Farben gegen den blauen Himmel aus. Mosaiken, Marmor, eine hohe Freitreppe aus Alabaster und vergoldete Türen mit Silberbeschlägen kleideten angeblich die Front. Die dreischiffige Haupthalle wies Maße von 25 auf 50 Meter auf, die Säulen waren aus Ebenholz und anderen edlen Hölzern, ein gewölbtes Querschiff war 12 Meter breit. Florale und astrale Mosaiken habe es zuhauf gegeben. Zu bestaunen sei außerdem ein überkuppeltes Martyrion gewesen, welches einen Durchmesser von 20 Meter gehabt haben soll. Der Boden sei mit Marmor ausgekleidet gewesen, in der Kuppel steckte eine strahlende Alabasterscheibe. Vor den Altären soll eine Ikonostase gestanden haben, umgeben durch eine Vielzahl von Kreuzen – teils – mit roten Karfunkeln. Bei genauerer Betrachtung entsprechen die Beschreibungen der Schiffe und des Martyrion dem Bauplan der Geburtskirche in Bethlehem. Zunächst unangetastet, wurden im Verlaufe der fortgeschrittenen islamischen Zeit im Jemen dann die schönsten Mosaiken der Kathedrale abgetragen und nach Mekka verbracht, weil das Christentum zunehmend eingedämmt wurde. Dies geschah um 684. Niedergerissen wurde die Kathedrale schließlich in der Zeit zwischen 753 und 775.
Kirchen im sechsten Jahrhundert gleichen in Form und Bau dem hauptstädtisch-byzantinischen Stil Konstantinopels („Byzanz“). Motive der Zeit waren verschlungene Ranken von Weinstöcken und Akanthus-Motive, diese umschließend, griechische Kreuze.
Auch die Persische Architektur gab im frühen 7. Jahrhundert ihr Gastspiel in Südarabien. Die Sassaniden, Spezialisten des Iwan-Baus (vgl. insoweit Taq-e Kisra), setzten während ihrer kurzen Besetzungszeit kulturelle Spuren ins Land. Typische Beispiele ihrer Architektur waren die hölzerne Kuppelkonstruktion vor dem Mihrāb der großen Moschee von Sanaa sowie vielzahlige Säulentypen, reliefierten Skulpturteilen und Kapitellen.

### Jemenitische Architektur im Mittelalter (622–1538)

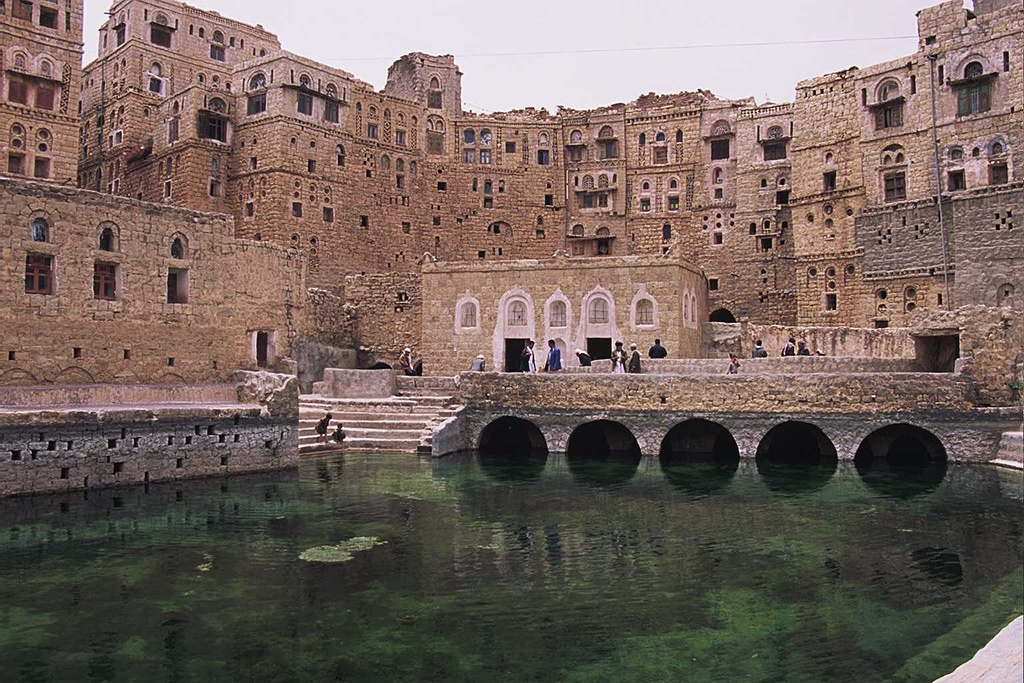
Die Anlage von Zisternen hatte im Jemen über Jahrtausende Bedeutung

Nach Überlieferungen des jeminitischen Universalgelehrten des 10. Jahrhunderts al-Hamdānī, sollen die ersten, islamisch geprägten, Bauwerke im Jemen bereits zu Lebzeiten des Propheten Mohammed errichtet worden sein. Bis zu diesem Zeitpunkt hatten insbesondere hellenistische und persische Stilnuancen die alt-arabischen Bautradition beeinflusst. Mit der islamischen Expansion kam ab der zweiten Hälfte des 6. Jahrhunderts radikal neues Kunstschaffen im Jemen auf. Das Land nahm den Islam an und die neuen zivilisatorischen Bedingungen wurden adaptiert. Auch die bereits synkretisierte, traditionelle Architektur vergesellschaftete sich mit den neuen Einflüssen, sodass Moscheen, Kuppeln und Minarette begannen, die Metropolen zu verändern und Bäder, Basare und Schulen vermittelten einen neuartigen und umfassenden Lebensentwurf bezüglich Glaube, Bildung und Markt. Stadtmauern entstanden, um nach außen abzuwehren und nach innen zu befrieden. Als größtes architektonisches Gesamtkunstwerk dieser Epoche gilt die Altstadt von Sanaa. Im Stadtbild scheint bis heute der Charme des Tausendundeine-Nacht-Mythos verewigt zu sein. Die stetige Erneuerungsfähigkeit Sanaas vermochte Kriegen, Revolutionen und Zerstörungen letztlich erfolgreich zu trotzen. Als herausragende Architektur des Islam im Jemen gelten die Moscheen und Schulen (Madrasa). Für die Kosten dieser Schulen waren fromme Stiftungen aufgekommen. Oft waren die Madrasa räumlich unmittelbar mit den Moscheen verbunden. Zu arabisch-islamischen Moscheen andernorts unterscheiden sich die des Jemen im architektonischen Stil, bei den Grundrissen und bei der Wahl der Baustoffe.

#### Frühe islamische Architektur
Al-Hamdānīs nannte vier Moscheen, die zu Zeiten des Propheten Mohammed erbaut worden sein sollen. Dabei handelt es sich um die bis heute in abgewandelten Formen erhalten gebliebene Große Moschee im alten Stadtzentrum von Sanaa sowie die in der Umgebung Sanaas liegenden Moscheen Farwah ibn Musayk und Jabbānah und in Taizz die Moschee Al Dschanad.
Die Moschee Al Dschanad in Taizz ist die älteste Moschee im Jemen. Bedeutend wurde sie, weil sie von einem Gefährten Mohammeds, Mu'adh ibn Jabal, errichtet worden sein soll und somit zum Zentrum von Pilgerfahrten wurde. Es wallfahrten so viele dorthin, dass ihr Besuch als eine der religiösen Zeremonien zu gelten anhob. Ein Besuch dort wurde zum Bestandteil einer Pilgerfahrt nach Mekka, weshalb ein Aufenthalt in der Moschee einem Besuch der heiligen Plätze in Mekka ebenbürtig war. Unter der Ägide des Nubiers Husayn ibn Salamah (um 1000) wurde das Bauwerk erneuert und 1105 von Muffaḍḍal ibn Abīʿl Baratāt in Steinbauweise vollständig neugebaut, nunmehr mit Ziegeln an der Südseite. 1130 durch sulaihidische Brandschatzung bereits wieder zerstört, wurde sie unter dem Ayyubidenherrscher Turan Schah, Bruder des Dynastiebegründers Saladin, 1184 erneut aufgebaut und konnte ihre wesentliche Gestalt bewahren, bis Renovierungen in den Jahren 1973/1974 zu grundlegenden Änderungen führten. Besonderheiten der Moschee waren ein an die Ibn-Tulun-Moschee in Fustāt (Kairo) erinnernder, arkadenumgebener Innenhof nebst zwei halb aus den Seitenflügeln ragenden Minaretten. An den Minaretten lassen sich die epochalen Veränderungen ablesen.
Die Große Moschee in Sanaa wurde ebenfalls ursprünglich von einem Gefährten Mohammeds, Farwah ibn Musayk, erbaut. Dem Bauherrn wurde außerhalb Stadt später eine eigene Moschee gewidmet. Die Große Moschee muss an das Grundstück des 632 zerstörten Ghumdan-Palastes angrenzt haben. Eine Länge des Bauwerks von 55 Metern wird vermutet. Umbaumaßnahmen und architektonische Erweiterungen folgten um 707 unter dem Umayyaden-Kalifen al-Walid I. Die Verwendung von Arkaden und die Gestaltung der Lichtarchitektur im Hallendach lassen vermuten, dass byzantinische und sassanidische Vorbilder beitrugen. Unter den nachfolgenden Abbasiden wurden etwa 753/54 kufische Inschriften der Umayyaden zur Erneuerungsgeschichte des Baus getilgt und erneut wurden Umbauten vorgenommen. Dabei sollen Werkstoffe der zerstörten christlichen Großen Kathedrale eingebracht worden sein. Später soll Hochwasser die Moschee stark beschädigt haben (875/76) und Anfang des 10. Jahrhunderts eine absichtliche Flutung der Moschee (Geheiß eines ismailitischen Führers), angeblich zur Zerstörung der missliebigen Deckendekoration. Bekannt ist noch, dass die Sulaihiden-Königin, Arwa bint Ahmad in den Jahren 1130/1131 Hand am Bau anlegen ließ. Mangels archäologischer Befundung, lässt sich heute nicht sagen, ob die Moschee noch Bauelemente von einst enthält. Bei Bauarbeiten wurden 1972, unter Projektleitung von Gerd-Rüdiger Puin, sehr alte Koranfragmente gefunden.
Die Jabbānah-Moschee war Ort für das Gebet unter freiem Himmel und die Festtage des muslimischen Jahres. Angeblich hatte Prophet Mohammed dies angeordnet und bewusst einen Platz außerhalb der Stadt dafür festgelegt. Die Moschee hatte einen gepflasterten Innenhof und einen Mihrāb in der Mauer. Renovierungen erfolgten zu Beginn des 20. Jahrhunderts. Während er den Bau der Jabbānah-Moschee überwachte, wurde dem Prophetengefährten Farwah ibn Musayk selbst zu Ehren, eine vierte Moschee erbaut.
Aus dem 9. Jahrhundert stammt eine weitere Moschee der Frühzeit des Islams, die Moschee von Schibam Kaukaban. Sie präsentierte sich umschlossen von einer mächtigen Steinmauer mit wenigen Öffnungen. Hohe Steinsäulen hatten hölzerne Tragekonstruktionen für ein flaches Dach. Die nördliche Gebetshalle galt als besonderes Prunkstück. Die Säulen türmten sich aus Säulentrommeln bis zur Decke der Moschee. Prachtvolle Decken mit reich geschnitzter und bemalter Holzarbeit schlossen in der Höhe. Erwähnung gebührt der Große Moschee von Saada (Moschee der Zaiditen) im Kontext der frühen Gotteshäuser. Spektakuläre Besonderheit war ein besonders hohes Minarett. Auch die Freitagsmoscheen von Zabid und Schibam im Hadramaut führen auf frühislamische Spuren. Im Bereich Aden ist heute aus der Zeit der frühislamischen Kultur nichts (mehr) erhalten.

#### Die Epochen der Sulaihiden (1047–1138) und Ayyubiden (1174–1228)

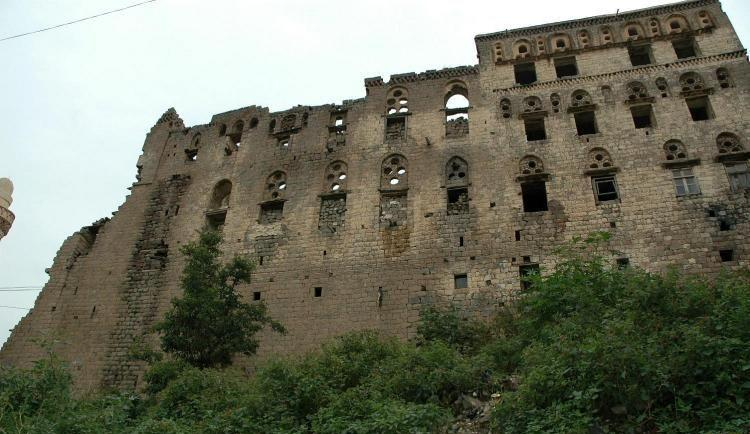
Ruine des Arwa bint Ahmad-Palastes in Dschibla; in dem einstigen Prachtpalast verrichtete die sulaihidische Regentin Arwa bint Ahmad ihre Regierungsgeschäfte.

Dschibla war die Hauptstadt der späten Sulaihiden. 1088 errichtete Sulaihiden-Königin Arwa bint Ahmad eine Freitagsmoschee mit Innenhof. Deutlich werden an ihr fatimidische Einflüsse bezüglich Bautyps, des Mihrāb und Beiwerken, wie Kalligraphien und Dekorationen. Auch das spätere Grab der Königin ist fatimidisch inspiriert. Die Gebetshalle hat ein erhöhtes Mittelschiff, das auf die Mitte der Qibla-Wand zuführt. Im rechten Winkel dazu stehen die Arkaden, welche die Decke des Hauptteils der Gebetshalle tragen. Vor dem und dem Innenhof platzieren sich zwei Kuppeln. Die Südecken weisen zwei unterschiedliche Minarette auf, dessen südwestliches das ältere ist und in seiner heutigen Form auf das 14./15. Jahrhundert zurückgeht.
Im Stil der altpersischen Säulenhallen war die Abas in Asnaf-Moschee aus dem Jahr 1126 zur Aufnahme eines Heiligengrabes errichtet worden. Vorbilder waren Moscheen gleichen Stils in Schibam Kaukaban (9. Jahrhundert) und Sarhah (11. Jahrhundert). Die Säulen hatten Schäfte und Kapitelle in Art eines vorislamischen Tempels. Die Qibla-Mauer trägt eine vorislamische Inschrift, weshalb man von einem sakralen Charakter des Ortes bereits in altsüdarabischer Zeit ausgeht. Kulturhistorisch bedeutsam ist die bemalte Kassettendecke. Die Rekonstruktion der Moschee wurde 2004 mit dem Aga Khan Award for Architecture ausgezeichnet.
Die ayyubidische Regentschaft im Jemen währte von 1174 bis 1228. In Ermangelung erhaltener Bauten, lässt sich die Frage der Frage der Bedeutsamkeit derer Architektur nur schwer nachspüren. Bekannt waren die Ayyubiden für die Entlehnung architektonischer Elemente aus der Kreuzfahrer-Architektur, der militärischen Zwecken dienenden Baukunst und Außengestaltungen, wie Toranlagen (Portale) und Außendekorationen (Nischen als Gliederungselemente, Stalaktitenmotive und polychrome Steinkompositionen). Der Sakralbau selbst blieb eher konservativ, da sie im Gegensatz zur schiitisch geprägten Dynastie der Sulaihiden orthodoxer orientiert waren. Bedeutend im Jemen war wohl der Medresen-Bau. Obwohl kaum ayyubidische Medresen erhalten sind, ist gleichwohl einiges überliefert: Der erste Diwan mit Madrasa war der des Atabegs Sunqur um 1200. Es handelte sich um die Madrasa ibn Dahman. Noch heute steht die Madrasa Asadiya in Ibb. Sie soll allerdings ein Nachbau sein. Reste ayyubidischen Schaffens finden sich in den Backstein-Minaretten der großen Moschee von Zabid (Vorbild für die rasulidischen Bauten) und im Mihrāb von Ganad in Sanaa.

#### Die Epochen der Rasuliden (1228–1454) und Tahiriden (1454–1517)

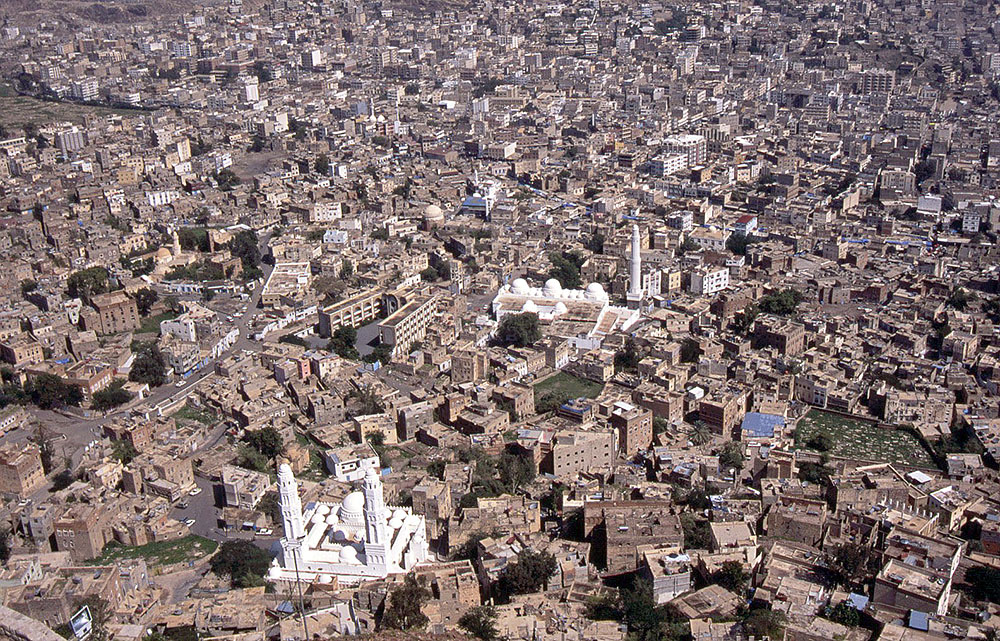
Taizz mit der aus rasulidischer Zeit stammenden Muẓaffar-Moschee (Freitagsmoschee)

Nennenswert sind die rasulidischen Sakralbauwerke. Vier davon sind in Taizz nachweisbar, so beispielsweise die Aschrafiya-Moschee und die Muẓaffar-Moschee, die als die älteste der Epoche gilt. Bis heute wird sie als Freitagsmoschee genutzt. Sie besitzt die größte Gebetshalle mit 53 Metern Länge und drei großen unsymmetrisch vor der Qibla-Mauer verteilten Kuppeln. Sie enthält reichhaltige Malerei und eine ungewöhnliche Gliederung des Grundrisses. Die Ashrafiya-Moschee ist in zwei Bauabschnitten gebaut worden, beginnend 1295/96 von al-Ashraf I., fortgesetzt 1377 bis 1400 unter al-Ashraf II. Die Moschee verfügt über schöne Gewölbezwickel. Der Grundriss folgt einem ausgefeilten Plan. Im Norden des Bauwerks schließt sich eine mit Malereien versehene Gebetshalle an, die als einzigartig schön im Jemen gelten. Die Moschee bildet eine breit angelegte Schaufassade zur Stadt hin. Eine der vorgenannten Moschee sehr ähnliche Moschee, ist die Mutabiyyah-Moschee, die etwa zeitgleich zwischen 1393 und 1400 gebaut wurde. Hier sind eine arkadengesäumte Loggia sowie kuppelgekrönte Vorhallen und Bänke zu benennen. Typisch für die Zeit ist auch die Madrasa al-Asadiya in Ibb. Die Madrasa enthält einen großen Gebetssaal mit Nische und einen großen zentralen Kuppelraum. Die eigentliche Besonderheit ist eine Neuerung des jemenitischen Kultbaus, das „Aufbrechen der Wände“ mittels großer Türen, Fenster und Arkaden, die meist in den Suq führen. Die erhöhte Lichtzufuhr hob die farbenfrohen Wandmalereien besonders hervor, welche betont verspielte, kleinteilige und geometrische Muster aufzeigten. Die Grundrisse aller genannten Gebäude sowie deren Stuckmuster wurden in der arabischen Literatur als werthaltige Errungenschaften aufgegriffen.

##### Charakteristika und Bedeutung rasulidischer Architektur
Die Rasuliden brachten grundlegende architektonische Neuerungen auf. Der Medresen-Bau ordnete sich räumlich der angeschlossenen Moschee unter und wich damit deutlich von den in Syrien und Ägypten erstellten Lehranstalten ab. Die Moschee bildete das Kernstück im Zentrum der Anlage. Noch krasser war der Unterschied zur Bautechnik der Vier-Iwan-Anlage Persiens. Den meist würfelförmigen Moscheen lag eine flachgedeckte Halle gegenüber. Grabstätten von Familienangehörigen wurden ohne aufwendigen Raumverbrauch in einzelne Räume eingefügt. Qibla-Wände wurden klar und rhythmisch gegliedert. Völlig neu ist die Verwendung von Kehle, Sima und die Rahmung eines Portals mit aufgelegten Stäben und Profilen, ebenso Vielpässe als Dekorationen an den Haupteingängen. Neu waren Faltkuppeln über dem Zugang zu den Portalen, neu auch die Verwendung von Tonnengewölben, neu zudem die umgesetzte Kenntnis antiker und spätantiker Architekturtradition. Neu waren reich dekorierte Mihrāb-Türme an der Qibla-Wand. Als schönster in der arabischen Literatur beschriebener Turm gilt das Minarett der Madrasa von Gubail bei Taizz, dessen einer Schaftabschnitt im Grundriss dreieckig gewesen sein soll und dessen Abschluss jeweils ein pavillonartiger Kuppelkiosk gebildet hat. Dekorative Elemente erhielten neue Formen: Jedes Fenster einer Blendnische war mit Zwillingsarkaden umrankt. Mit Zahnschnittfriesen und Zinnenbändern schließen Fassaden ab. Wandmalereien, Kuppeln, Laibungen und teilweise auch Wände taten mit ihren verzierenden Wirkungen ihr Übriges. Den Charakter aller dieser Neuerungen trugen die beiden großen erhaltenen Medresen, Ghami al-Muẓaffar und Aschrafiya in sich, die Großaufträge der rasulidischen Herrscher waren und den Charakter dieser Bauweise hervorragend repräsentieren.
Zusammenfassung rasulidischer Neuerungen in der Architektur:
- Öffnung des Raumes als Befreiung vom geschlossenen Kubus,
- Schaffung von Licht als architektonische Aufgabe,
- Schaffung eines homogenen Raumes (Ablenkung vom traditionellen Würfelbau),
- Hofmoschee mit mehrschiffigem Haram und umlaufenden Säulengängen,
- Die Decke ruht direkt auf den Kapitellen der Säule – oder sie wird von Arkaden gestützt,
- Kassettendecken als ornamentale Kostbarkeit,
- Einführung von (großen) Fenstern,
- reichhaltige Fülle von Schmuck (Stuckdekor, Malerei, Schnitzerei (Laibungen)).

Auf die Tahiriden ist die Moschee-Madrasa Amariyyah in Rada'a zurückzuführen. Diese Moschee weist beeindruckende Schauseiten auf. Große Freitreppen und geschlossene Pavillons entwickeln die Architektur der Rasuliden weiter. Tahiridische Dekorationen wie prachtvolle Stuckornamente, geometrische und Arabeskenmotive, kufische und Naschī-Kalligraphien nach Vorbild der Stadt Taizz bilden einen Höhepunkt der jemenitischen Baugeschichte. Auch im Hadramaut gab es sehenswerte Sakralbauwerke der Tahiriden.

#### Nach-tahiridischer Jemen / Die erste türkische Besetzung (1517–1538)
Aus der ersten türkischen Besatzungszeit erlangte die höchste architektonische Bedeutung der 1597 erbaute Moscheen-Komplex der al-Bakiriyyah in Sanaa. Als Erbauer zeichnete Hasan Pasha verantwortlich. Der Standort liegt nahe bei der Zitadelle der Stadt. Eine quadratische Gebetshalle von 17 Meter Seitenlänge und eine zentral überkrönende Kuppel prägen das Bauwerk. Einzelne – jeweils überkuppelte – Bauwerke sind neben der Moschee ein Portal und ein Gebäude für rituelle Waschungen. Daneben warten im Westen des Bauwerkes zwei im 19. Jahrhundert erbaute und ebenfalls überkuppelte Grabkammern auf. Diesen gegenüber steht im Osten ein außergewöhnlich hohes Minarett. Feine Stuckarbeiten im osmanischen Stil kleiden das Innere der Moschee aus. Aus Konstantinopel stammt ein marmorner Minbar. Ein freistehender königlicher Diwan steht vor der Südwand. Dieser ist überdacht von einer von sechs Porphyrsäulen getragenen Plattform für die Koranrezitation.

#### Verzierte Ziegel-Minarette (1520–1597)
Eine Reihe von Ziegel-Minaretten – typisch für die Architektur Sanaas – verdienen noch kurze Hervorhebung, wenngleich es sich hier um keine Epoche handelt. Der Ursprung nach genannter Minarette ist in der ostislamischen Architektur zu finden. Sie ähnelt älteren zentralasiatischen und persischen Ziegelminaretten.
Dabei handelt es sich insbesondere um folgende Minarette:
- Al-Madrashah, erbaut in der Zeit von 1519 bis 1520, gleichzeitig das früheste datierte Minarett aus der Ziegel-Zeit,
- Salah al-Din, erbaut um 1570,
- Al-Bakiriyyah aus der Zeit der ersten türkischen Besetzung (1597).

#### Herausragende Bauwerke der islamischen Architektur
Moscheen
- Große Moschee von Sanaa,
- Moschee von al-Dschanad bei Taizz

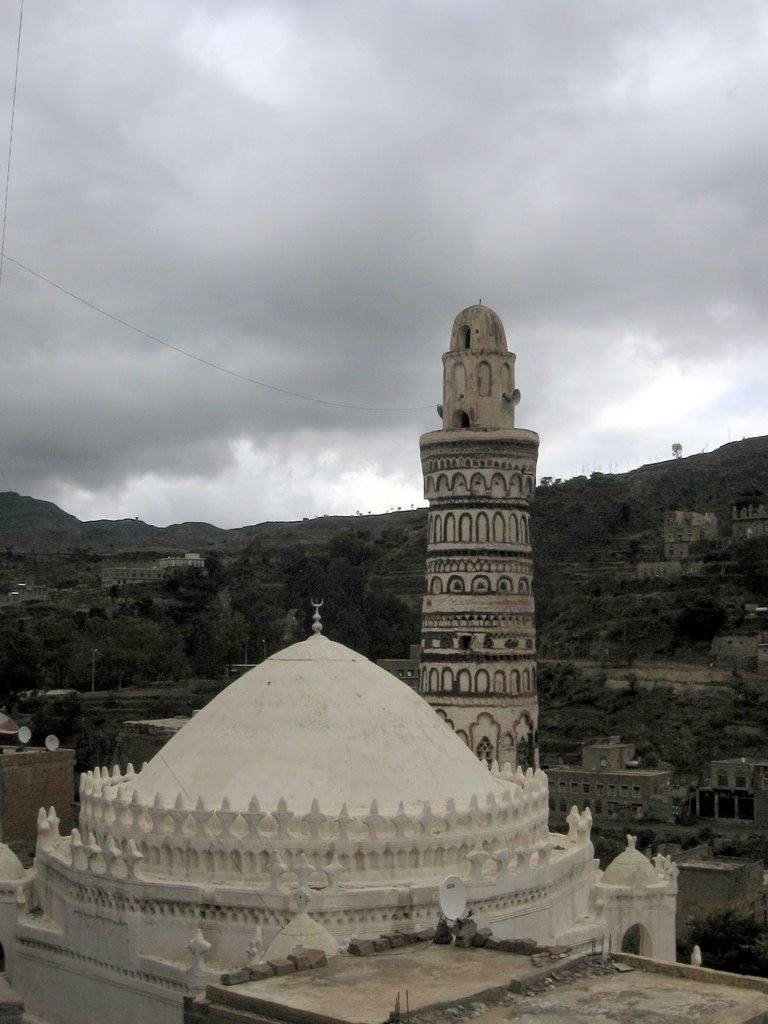
Die Arwā-bint-Aḥmad-Moschee

- Moschee der Königin Arwā bint Aḥmad in Dschibla (nebst Palast Dār al-ʿIzz)
- Moschee von Zafar Dhi Bin
- Moschee des Imam al-Hadi in Saʿda – mit historischen Grabstätten und Kuppeln
- al-Aschrafiya-Moschee in Zabid – schöne Festungsanlage (fruchtbares Ackerland)
- Amiriya-Moschee in Rada
- Moschee Schibam Kaukaban

Burgen
- Festung al-Mutahhar (Thula)
- Burg von Kaukaban
- Burg von Hagga
- Burg al-Sunara (Saʿda) – gilt als eine der stärksten Burgen des Jemen
- al-Amiriya (Rada'a)
- Burg von Sumara
- Burg al-Qahira (Taizz)
- Burg von Bayt al-Faqīh (Tihama)
- Burg al-Zaidiya (Tihama)

## Architektur und Landschaft

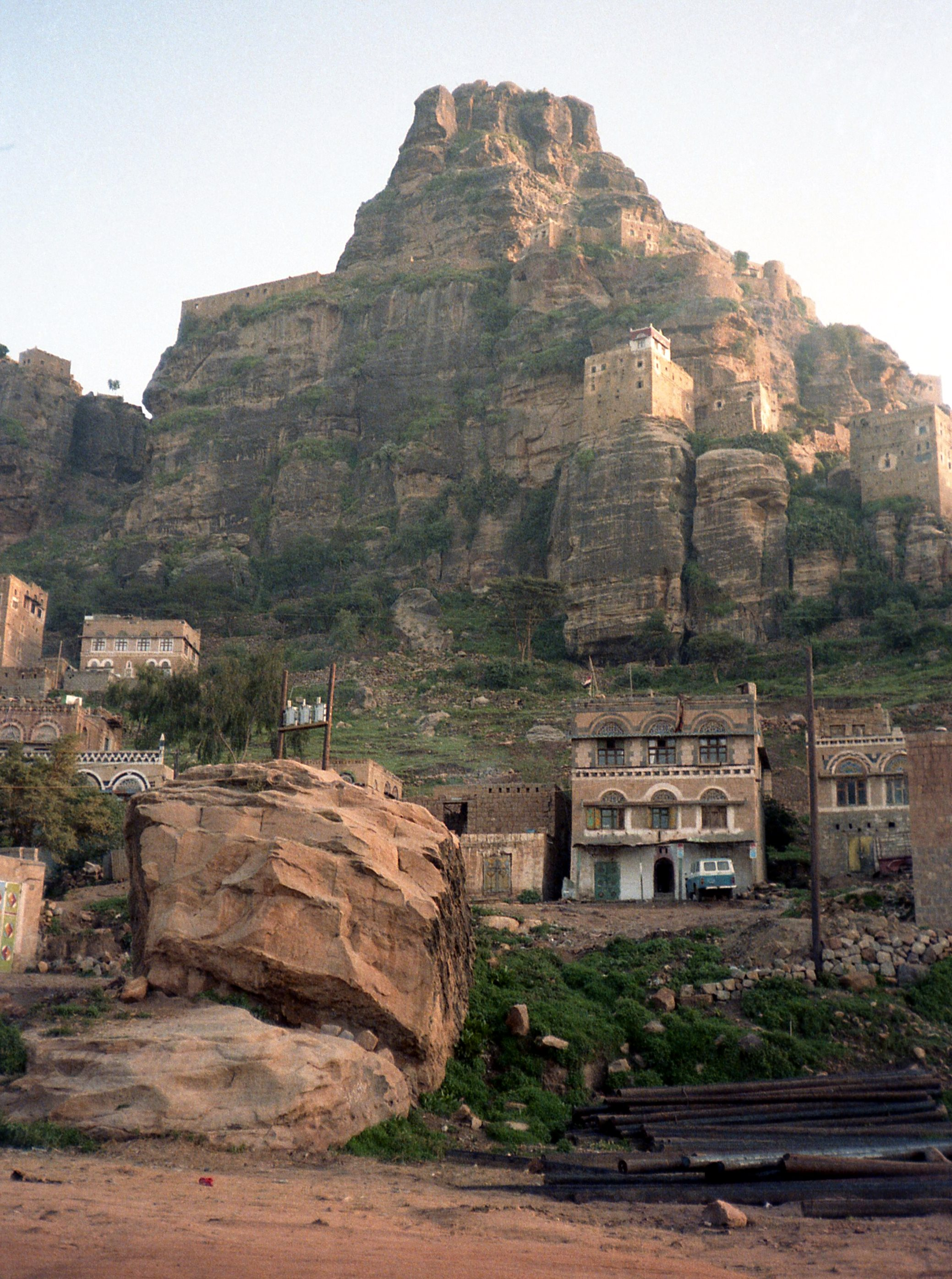
at-Tawīla, Bauen im Steinbruch

### Bauverständnis
Bezeichnend für das Selbstverständnis jemenitischer Architektur ist, dass Bauvorhaben lange Zeit durch die Einheimischen selbst veranlasst und durchgeführt wurden. Da die Handwerker nur lokales Baumaterial verwendeten, entstanden im Ergebnis authentische wie harmonische Siedlungen. Ausschlaggebend für die örtlichen Begrenzungen waren die schwierigen Verkehrsverhältnisse und Stammesfehden gleichermaßen. Schiefervorkommen am Dschabal Munhabbih in der Provinz Saʿda dienten in der regenträchtigen Region nur der ansässigen Bevölkerung, weil er in andere Bergregionen nicht geliefert wurde. Steine aus dem zentralen Hochland gelangten nicht in die Küstenregion. Die Wohn- und Verteidigungsbauten der Bergdörfer at-Tawīla oder al-Mahwit wurden gewissermaßen Bestandteile der Felsen. Die Bautätigkeit formte häufig die Landschaft. Steine wurden zum Hausbau abgetragen, wodurch fruchtbarer Ackerboden für Feldfrüchte freigelegt wurde und Kulturlandschaften entstanden. Ortschaften entstanden oft im Widerschein der Farben ihres Baustoffes, je nachdem, ob die verfügbaren Vulkanite schwarz, grau oder grünlich waren. Dörfer wurden vielerorts nicht allein aus Verteidigungszwecken auf Hügeln gebaut, sondern um die Ernteerträge zu steigern.

## Gegenwärtige Architektur

### Baustoffe
Die urbanen wie ländlichen Umstände des Landes führen zu folgenden Unterscheidbarkeiten:
- In der westlich gelegenen Tihama herrschen im Norden Bauweisen mit Holz und Stroh vor. In den Städten trifft man zudem auf die Verwendung von Muschelkalk, gewonnen aus Korallen-Abbau. Die Vergänglichkeit dieses Baustoffes lässt die alten Kaufmannshäuser heute sehr verfallen wirken. In der Süd-Tihama dominieren Mischbauweisen mittels Holz/Stroh und gebrannten Ziegeln, so in al-Hudaida, Bayt al-Faqīh und Zabid.
- In der sich östlich anschließenden Gebirgs-Tihama sowie den Randstufen zum Hochland (Westlicher/Östlicher Gebirgshang)[26] beherrschen hingegen behauene Natursteine das Ortschaftsbild. Steinhäuser prägen das Stadtbild beispielsweise von al-Mahwit, at-Tawīla, Manācha, Thula und al-Hadschara.
- Im jemenitischen Hochland (Hochlandbecken und -schwellen)[26] gibt es Naturstein sowie gebrannte Ziegel, daneben auch Stampflehm (Lehm, Sand, Schotter – im Jemen Zabur oder auch Hibal genannt).
- In den nordöstlichen Wüstenregionen haben sich die Bauweisen aus Stampflehm (Beispiele: Saʿda und Ma'rib im al-Dschauf) andernorts, luftgetrockneten Lehmziegeln (so Schabwat im Hadramaut) durchgesetzt.

Industriezement und Monierstahl fanden erst in den 1960er-Jahren Eingang in die Baukultur des Jemen, haben sich aber seither weitgehend durchgesetzt, z. T. verblendet mit maschinell verarbeitetem Naturstein.
Glas für Fenster findet erst seit knapp über hundert Jahren Verwendung. Fensteröffnungen wurden vornehmlich mit Holzläden (Roshan) verschlossen. Wohlhabendere Leute im Umkreis von Sanaa leisteten sich Alabaster-Scheiben. Diese wurden dünn zubereitet und ergaben ein milchig-angenehmes Raumlicht. Seit der Einführung von Glas wurden halbmondförmige Oberlichter (Qamarīya) aus mosaikartigem Buntglas zum landestypischen Bauschmuck.

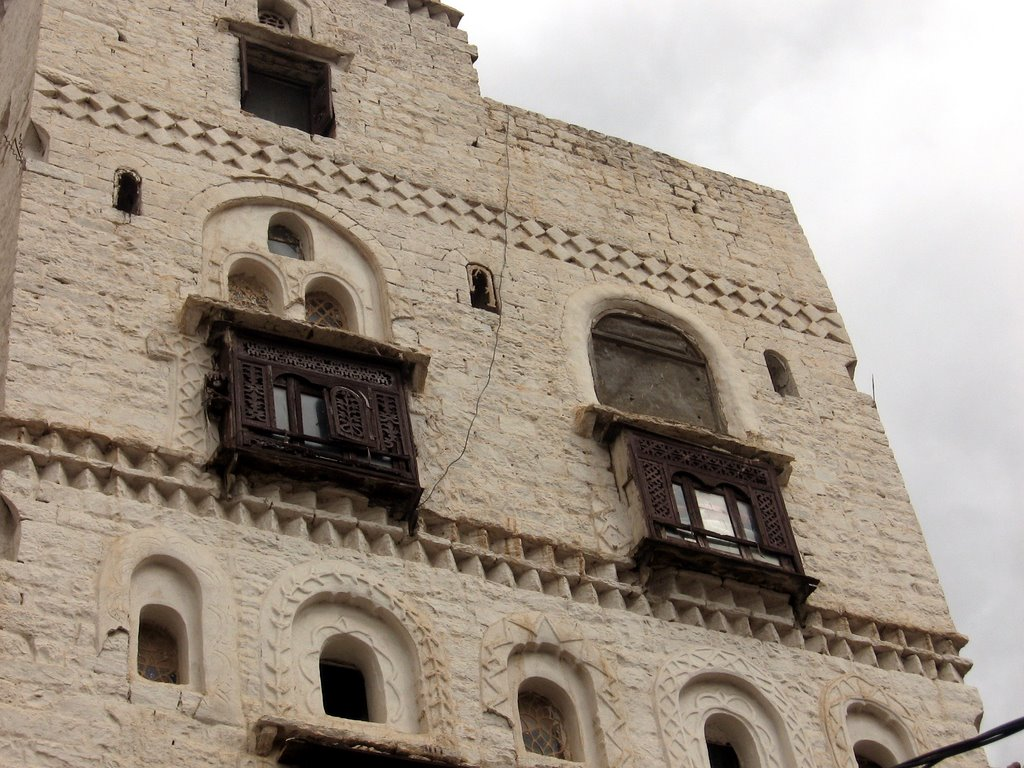
Ansicht der Oberfenster in Ibb

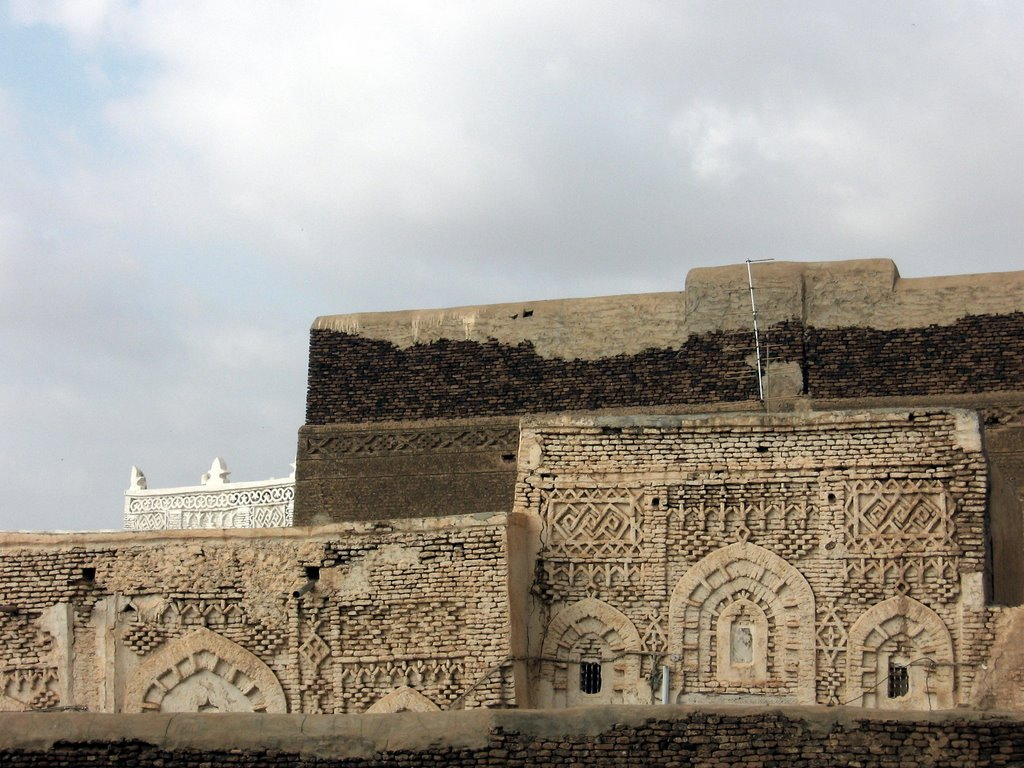
Die typische Bauweise in Zabid

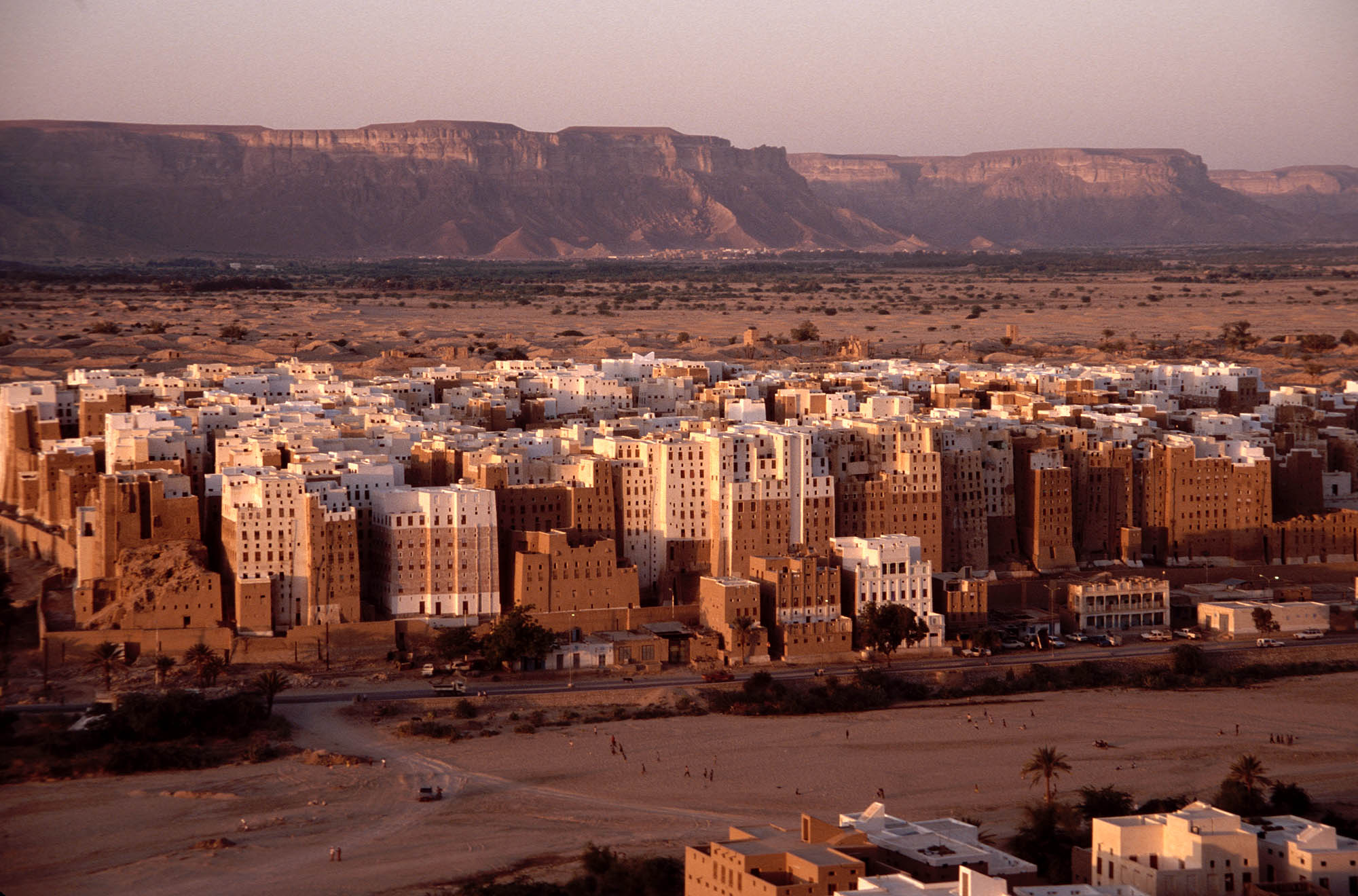
Hochhausarchitektur Schibam, Hadramaut

### Haustypen
Das bis heute traditionelle Bauen hat eine Vielzahl von Haustypen hervorgebracht. In den meisten Regionen dominieren mehrstöckige Turmbauten. Architektonisch und strukturell sind die meisten mehrstöckigen Häuser dabei so zueinander in Beziehung gesetzt, dass sie eine Gruppe oder ein Dorf bilden. Dieser Umstand nimmt auf die Notwendigkeiten des Alltags sowie der Verteidigung Rücksicht. Eines fertiggestellten Hauses wurde in besonderer Weise gedacht. Baufortschritte und letztlich der Bauerfolg wurden kalligrafisch in einer Tafel oder einem geschnitzten Tor festgehalten.
Unterscheidungen können wie folgt vorgenommen werden:
- Sanaa: Typisch sind hier vier- bis sechsstöckige Familienhäuser. Das Untergeschoss erinnert an Vorbilder des Vestibüls. Ställe und Lagerräume umgeben die Eingangshalle. Der vorherrschend anzutreffende Baustoff ist behauener Naturstein. Die oberen Stockwerke bestehen aus gebranntem Ziegel (Lehm). Hiervon zeugen (noch) Reste von Brennöfen am Rand der Altstadt. Fenster gibt es ab dem ersten Stockwerk. Oberfenster dienen der Belüftung und zu Dekorationszwecken.
- Ibb im gleichnamigen Gouvernement: Hier trifft man auf die Bauweise des Hochlands. Die Häuser sind regelmäßig vierstöckig. Auch hier dominiert behauener Naturstein. Ab dem ersten Stockwerk sind die Fassaden mit sechs rechteckigen und bis zu 20 halbrunden Oberfenstern ausgestaltet. Unterhalb des Dachrandes findet man Gittermuster-Friese.
- Saʿda: Häuser in Saʿda weisen drei bis vier Etagen auf. Das Baumaterial besteht aus Erde und Lehmbrei sowie Häcksel. Kleine Lüftungsfenster finden sich im oberen Bereich des Bauwerks. Charakteristisch hier ist die Wulstbauweise. Jeder aufgelegte neue Wulstring bedeutete ein Tageswerk, denn er musste über längere Zeit aushärten, bevor der nächste Ring aufgelegt werden konnte. Zur Stabilisierung der Bauwerke wurden die Ecken hochgezogen, die als Zinnen das Gebäude überragen konnten.
- Zabid: Die Bauweise in dieser Stadt besteht weitgehend aus gebranntem, oft verputzten Lehmziegel. Die Häuser sind niedrig, manchmal eingeschossig. Die Fassade wird durch eine Eingangstür und zwei Fenster gegliedert und ist oft innen und außen durch Ornamentfriese und -flächen reich verziert. Die Fassaden sind häufig weiß getüncht.
- Region der Nord-Tihama: Runde und rechteckige Strohhütten prägen hier das Bild in den Ortschaften. Es besteht ein Raum mit einem Durchmesser gewöhnlich von fünf Metern und einer Höhe von sieben Metern. Die Hütte hat zwei Türen und keine Fenster. Die Tragekonstruktionen bestehen aus Holzstangen. Die Auffütterung der Gebäude findet mittels dünnerem Gehölz statt. Harte Gräser werden als Außenhaut der Hütte verwendet. Die mit Lehm und Mist verputzten Innenwände werden kunstvoll bemalt.
- Schibam im zentralen Hadramaut ist vollständig durch traditionelles Bauen geprägt. Hier steht eine – seltsam anmutende – kompakte Einheit aus 500 Hochhäusern. Obwohl aus luftgetrockneten Ziegeln erbaut, ragen die Gebäude bis zu 20 Meter hoch auf. Eine Vielzahl dieser Gebäude ist zwischen 100 und 300 Jahre alt. Der Bauzustand verrät, dass regelmäßige Überholungen an der Bausubstanz notwendig sind. Das Dach und die obere Fassade der Bauwerke sind mit Kalkputz geweißt, der den Lehmbau vor Regen schützt.